# Елины
Елины — деревня в Бережанской волости Островского района Псковской области. Численность населения деревни по состоянию на 2000 год составляла 234 жителя.

## География
Расположена на берегу реки Утроя, в 18 км к юго-западу от города Остров и в 4 км к северо-востоку от деревни Дубки.

## Население
| 2001 | 2002 | 2010 |
| ---- | ---- | ---- |
| 234  | ↘183 | ↘131 |

## История
До 3 июня 2010 года входила в состав ныне упразднённой Рубиловской волости с центром в д. Дубки.